# Ernst Larsen
Ernst Willy Larsen (ur. 18 lipca 1926 w Ranheim, dzielnicy Trondheim, zm. 2 grudnia 2015 tamże) – norweski lekkoatleta (długodystansowiec), medalista olimpijski z 1956.
Zdobył brązowy medal w biegu na 3000 metrów z przeszkodami na mistrzostwach Europy w 1954 w Bernie, za Sándorem Rozsnyóim z Węgier i Olavim Rinteenpää z Finlandii.
Na igrzyskach olimpijskich w 1956 w Melbourne również wywalczył brązowy medal w tej konkurencji za Chrisem Brasherem z Wielkiej Brytanii i Sándorem Rozsnyóim. Początkowo Brasher został zdyskwalifikowany za odepchnięcie Larsena, ale po oświadczeniach Larsena i innych biegaczy, że nie miało to wpływu na rezultat biegu, dyskwalifikację cofnięto.
Larsen był trzykrotnym rekordzistą Norwegii w biegu na 5000 metrów do wyniku 14:03,8 ustanowionego 15 lipca 1957 w Oslo oraz siedmiokrotnym rekordzistą w biegu na 3000 metrów z przeszkodami do czasu 8:42,4 5 września 1956 w Trondheim.
Zdobył następujące medale na mistrzostwach Norwegii:
- Bieg na 5000 metrów – 1. miejsce w 1955 i 1958, 2. miejsce w 1950, 3. miejsce w 1953[4]
- Bieg na 10 000 metrów – 1. miejsce w 1958[5]
- Bieg na 3000 metrów z przeszkodami – 1. miejsce w 1951, 1955, 1956, 1957 i 1959, 2. miejsce w 1950 i 1953[6]
- Bieg przełajowy na 3 kilometry – 1. miejsce w 1954, 1956, 1957 i 1958, 2. miejsce w 1955[7]